# Алмалы (Гахский район)
Алмалы (азерб. Almalı) — село в Гахском районе Азербайджана.

## География
Алмалы расположено на Алазань-Авторанской равнине, в 24 км к юго-западу от районного центра города Гах.

## История
В своде статистических данных о населении Закавказского края на 1886 год упоминается селение Алмало Закатальского округа с жителями азербайджанцами, указанными по терминологии того времени «татарами». 
Число жителей — 1529 человек. Вероисповедание — мусульмане-сунниты.

## Население
По сведениям Азербайджанской сельскохозяйственной переписи 1921 года село Алмало вместе с сёлами Дагмадельды и Шихляр образовывало Алмалинское сельское общество Закатальского уезда Азербайджанской ССР. Алмало имело 246 хозяйств, преобладающее население числом 846 человек состояло из азербайджанцев, записанных в источнике как мугалы.
По данным на 1976 год в селе проживало 1975 человек. Население было занято разведением зерновых, животноводством, садоводством, табаководством. В селе имелись средняя школа, дом культуры, четыре библиотеки, киноустановка, медицинский пункт, амбулатория, детский сад и дом, узел связи и телефонная станция.